# Billedformat
Ved et billedformat forstår man en fjernsynsskærms eller et filmlærreds højde/bredde-forhold. Fjernsynsskærme eksisterer i tre forskellige formater:
- 4:3 (1,33:1) format, så de er 4 enheder brede og 3 enheder høje. Dette er det gamle TV-format, der nu er på vej ud.
- 16:9 som politikerne har besluttet, at DR skal bruge til alle deres produktioner.
- 21:9 der passer godt til formatet Cinemascope og Panavision. Med et 21:9 fjernsyn kan man se hele billedet, når en biograffilm sendes i fjernsynet, uden sorte bjælker oppe og nede. Philips er kommet længst med 21:9-formatet og er lige nu (oktober 2011) alene om at markedsføre fjernsyn med dette format.

Filmlærreder er ofte i widescreen- (1,66:1 eller 1,85:1) eller cinemascope-format (2,35:1). 35 mm biograffilm (og de helt nye digitale tilsvarigheder) der er filmet med for eksempel Panavision (inkl. Super Panavision) vises normalt i 2,39:1 format i biografer. Formatet 1:2,39 begyndte at blive indført i biografer fra 1953. 
Når man skal vise film i fjernsynet, er man nødt til at justere formatet. Dette kan gøres på flere måder, hvoraf panscanning og letterboxing er de almindeligst kendte metoder.

## Panscanning
Ved panscanning (også kendt som "pan & scan") viser man et udsnit af filmen, idet man forsøger at bortskære det mindst interessante i den enkelte scene. Metoden er kontroversiel og kritiseres af cineaster og instruktører.
Fem forskellige almindelige billedformater er vist herunder. Alle billeder har samme højde, men de har alle forskellig bredde.
| 72x54  | 4:3    |
| 81x54  | 3:2    |
| 96x54  | 16:9   |
| 100x54 | 1.85:1 |
| 129x54 | 2.39:1 |

## Letterboxing
Ved letterboxing tilføjer man en sort bjælke foroven og forneden, så seeren ser hele billedet, men i en mindre størrelse end ellers. En tv-kanal kan udsende et 16:9-signal der får 16:9- og 21:9-fjernsyn til automatisk at skifte til 16:9, så der er mindre eller ingen sorte bjælker.